# Gelijkenis van de rijke man en Lazarus

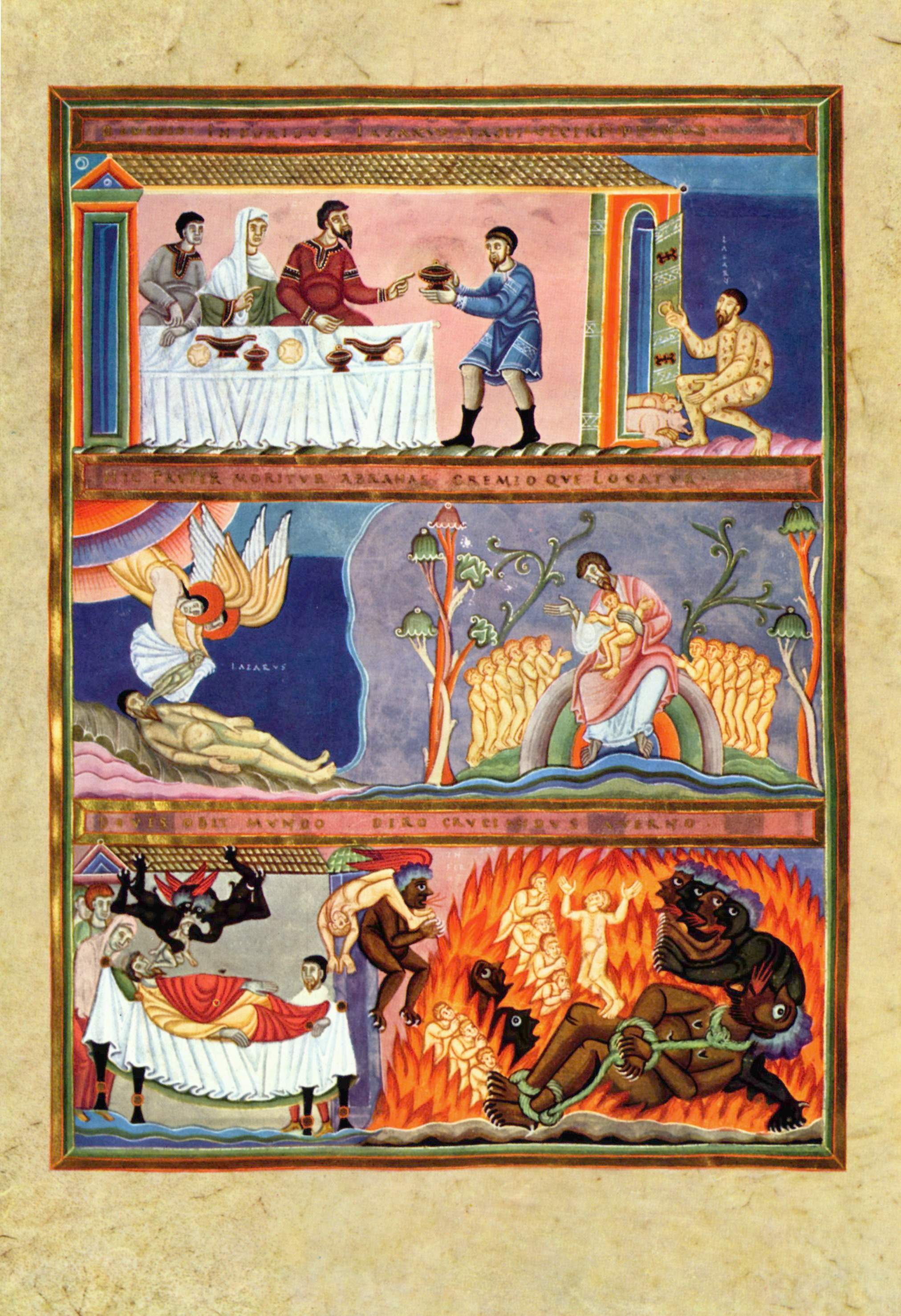
De gelijkenis van de rijke man en Lazarus, afbeelding uit de Liber aureus Epternacensis (11e eeuw)

De gelijkenis van de rijke man en Lazarus is een parabel verteld door Jezus in het Evangelie volgens Lucas 16:19-31.

## De parabel
Er was eens een rijke man die de mooiste kleding droeg en van zijn leven een groot feest maakte. Voor zijn huis lag de bedelaar Lazarus, overdekt met zweren. Lazarus hoopte dat hij de restjes die overbleven van de maaltijden van de rijke man kon eten, maar er kwamen alleen maar honden aanlopen, die zijn zweren likten. Op zekere dag stierf de bedelaar, en engelen brachten hem naar Abraham om aan zijn hart te rusten. Ook de rijke man stierf. Toen deze in het dodenrijk kwam, werd hij hevig gekweld, maar zag hij Lazarus bij Abraham. De rijke man vroeg Abraham om medelijden en of hij Lazarus wilde sturen om zijn tong te verkoelen met water aan het topje van zijn vinger, want hij had pijn door de vlammen. Abraham weigerde dit en zei dat de rijke man al het goede al tijdens zijn leven had gehad, terwijl Lazarus alleen maar ellende had gekend. Nu vond Lazarus troost en de rijke man pijn. De kloof tussen de twee was te groot, ze zouden die niet kunnen oversteken. De rijke man smeekte Abraham daarop Lazarus naar zijn vijf broers te sturen om ze te waarschuwen, zodat zij niet zijn lot zouden ondergaan. Abraham wees erop dat er genoeg waarschuwingen staan in Mozes en de profeten. De rijke man zei dat als een dode naar hen toe zou komen zij eerder tot inkeer zouden komen. Maar Abraham zei dat als Mozes en de profeten niet genoeg zijn, ze zich ook niet zouden laten overtuigen door iemand die uit de dood zou opstaan.

## Interpretatie
Het is opmerkelijk dat Jezus de bedelaar een naam geeft, omdat Jezus de mensen in zijn gelijkenis meestal geen naam geeft. De rijke wordt geïdentificeerd als rijke en de arme wordt geïdentificeerd als Lazarus wat "God heeft geholpen" betekent.
De rijke draagt kleding van purper en fijn linnen, hij is gekleed als een koning.
Volgens de Wet van Mozes waren honden onreine dieren. In sommige interpretaties maakt het beeld van honden die de wonden likken van Lazarus het geheel nog somberder. In andere interpretaties hebben de honden juist een helende rol, als waren het verpleegkundigen.
Dat de begrafenis van de rijke wel vermeld staat, maar die van Lazarus niet impliceert dat hij niet begraven is.
De schoot van Abraham is een typisch begrip in de joodse mythologie.
In het dodenrijk noemt de rijke Abraham 'vader' en Abraham noemt de rijke man 'kind'. Hiermee wordt duidelijk dat de rijke man een Israëliet was en bekend was met de joodse religie. Dat de rijke man in het dodenrijk verkeert, is voor Abraham geen reden om hem niet als nazaat te erkennen.
Onder theologen en gelovigen bestaat verschil van mening over de betekenis van het deel van de gelijkenis, dat gaat over het leven na de dood. Sommigen zien de gelijkenis als een aankondiging van het bestaan van een hemel en een hel waar de ziel van overleden direct na het overlijden terechtkomen. In het Bijbelboek Openbaring wordt geschreven dat het Laatste Oordeel pas zal plaatsvinden na afloop van het duizendjarig rijk en dat de zielen tot die tijd rust hebben. Weer anderen zien de beschrijving van de hemel en de hel in deze gelijkenis vooral symbolisch. Zij wijzen erop dat de gelijkenis naar hun mening vooral over moraliteit tijdens het leven gaat en niet over het leven na de dood.
Volgens J.T. Caroll maakt deze gelijkenis duidelijk dat het leven hier op aarde beslissend is voor de eeuwige bestemming. Wanneer men eenmaal gestorven is, dan is er niet meer van plaats te wisselen.
Het laatste deel van de gelijkenis stemt overeen met Jezus' opmerking over de wet en de profeten uit Lukas 16:16. Jezus' oproep om vrijgevig te zijn en om te zien naar de armen is niet Jezus' eigen idee, het is het hart van de Schrift. Voor de rijke man is het te laat om iets aan zijn situatie te veranderen, maar voor de levenden, zoals zijn broers, is de tijd van omkeer nog niet voorbij. Zij hebben de wet en de profeten om naar te luisteren.

## Lazarus enlepra
Het verhaal van de rijke man en Lazarus werd in de Middeleeuwen veel verteld. Vanwege de zweren op zijn huid werd de ziekte van Lazarus in die tijd geïnterpreteerd als lepra (melaatsheid) en zo werd Lazarus patroonheilige van de melaatsen. Oud-Nederlandse woorden als Lazerij (lepra) en Lazaret (veldhospitaal, vroeger: leprozerie buiten de stadsmuren) zijn afkomstig van de naam van deze Lazarus.